# NSB Di 1
Az NSB Di 1 egy norvég 1'B B'1 tengelyelrendezésű dízelmozdony volt. Ezt a mozdonyt Norvégiában a Bergen Line, Dovre Line, Kongsvinger Line és a Gjøvik Line vonalakon használták. A mozdonynak csak egy vezetőállása volt, mert a párban akarták használni. 1942-ben gyártott a német Krupp összesen egy darabot. A második világháború közeledése miatt nem érkezett több belőle. Soha nem forrta ki magát és nem került sorozatgyártásra, így az NSB 1959-ben selejtezte a mozdonyt.